# Колпинское благочиние
Ко́лпинский благочи́ннический о́круг (Колпинское благочиние) — благочиние Санкт-Петербургской епархии Русской православной церкви, объединяющее храмы Колпинского района Санкт-Петербурга и два храма, расположенные в Тосненском районе Ленинградской области. Образовано 9 сентября 2014 года. По состоянию на 2014 год включает 5 приходов.
Благочинным округа является протоиерей Александр Владимирович Селиванов, настоятель Свято-Троицкого собора в Колпино.

## История
До 2014 года отдельного благочиннического округа в Колпино не существовало, оно было выделено из Царскосельского благочиния.
Однако, в 1920-е годы в Колпино было своё викариатство, единственным епископом которого был Серафим (Протопопов) (22 января — 17 марта 1924 и 13 декабря 1926 — 10 мая 1928).
С 18 февраля 1927 года по сентябрь 1933 года титул Колпинский носили поочередно обновленческие «епископ» Александр (Лебедев) и «архиепископ» Макарий Торопов.

## Храмы благочиния
| Название                                               | Период строительства | Краткое описание | Изображение | Адрес                                                                           | Комментарии |
| ------------------------------------------------------ | -------------------- | --- | ----------- | ------------------------------------------------------------------------------- | --- |
| Собор Святой Троицы                                    | 2003—2009            | Храм в неорусском стиле, построен по проекту архитектора Сергея Крюкова. Престолы: - Святой Троицы - Покрова Пресвятой Богородицы Настоятель — протоиерей Александр Владимирович Селиванов. |             | Колпино, улица Володарского, 42 59°44′23″ с. ш. 30°35′38″ в. д.                 | |
| Церковь Вознесения Господня                            | 1897—1901            | Храм в стиле эклектики, построен по проекту архитектора М. А. Андреева. Престолы: - Вознесения Господня - Иконы Божией Матери «Знамение» - Святого мученика Аникиты и святой равноапостольной княгини Ольги Настоятель — протоиерей Серафим Иванович Сологуб.                                                                   |             | Колпино, проспект Ленина, 4 59°44′57″ с. ш. 30°35′35″ в. д.                     | |
| Церковь святителя Николая Чудотворца                   | 1997—1998            | Храм построен по проекту архитектора Сергея Крюкова. Престол: - Святителя Николая Чудотворца Настоятель — протоиерей Александр Владимирович Селиванов. |             | Колпино, улица Володарского, 42 59°44′24″ с. ш. 30°35′41″ в. д.                 | Приписана к собору Святой Троицы, находится в его ограде.                                                                       |
| Церковь Сошествия Святого Духа                         | 2014                 | Престолы: - Сошествие Святого Духа Настоятель — иерей Дионисий Димович Габбасов. |             | Колпино, улица Анисимова, 5 59°43′54″ с. ш. 30°36′21″ в. д.                     | |
| Церковь святителя Николая Чудотворца                   | 1997—2000            | Храм построен по проекту архитектора В. Д. Прокошиной. Престол: - Святителя Николая Чудотворца Настоятель — протоиерей Серафим Иванович Сологуб. |             | Колпино, Вознесенское шоссе, Городское кладбище 59°44′50″ с. ш. 30°37′28″ в. д. | Приписана к церкви Вознесения Господня. Находится на Городском кладбище.                                                        |
| Церковь Покрова Пресвятой Богородицы                   | 2000—2003            | Храм построен по проекту архитектора В. Д. Прокошиной. Престол: - Покрова Пресвятой Богородицы Настоятель — иерей Илья Растопопов. |             | Колпино, Вознесенское шоссе 59°45′40″ с. ш. 30°38′02″ в. д.                     | Приписана к церкви Вознесения Господня. При 346-м Северо-Западном Региональном спасательном центре МЧС (воинская часть №01630). |
| Часовня Тихвинской иконы Божией Матери                 | 1996—1998            | Храм построен по проекту архитектора Н. А. Вебер. Настоятель — протоиерей Александр Владимирович Селиванов. |             | Колпино, Павловская улица, 12 59°44′49″ с. ш. 30°35′11″ в. д.                   | Приписана к собору Святой Троицы. При патолого-анатомическом отделении (морге) городской больницы № 33.                         |
| Часовня Тихвинской иконы Божией Матери                 | 1999—2002            | Храм построен по проекту архитектора В. Д. Прокошиной. Настоятель — протоиерей Серафим Иванович Сологуб. |             | Колпино, Загородная улица, 63 59°46′37″ с. ш. 30°35′34″ в. д.                   | Приписана к церкви Вознесения Господня. При Специальном профессиональном училище № 1.                                           |
| Часовня святого праведного Иоанна Русского             |                      | Настоятель — протоиерей Серафим Иванович Сологуб. |             | Колпино, Заводской проспект, 1 59°44′18″ с. ш. 30°33′29″ в. д.                  | Приписана к церкви Вознесения Господня. При Детской городской больнице № 22.                                                    |
| Часовня преподобного Георгия Хозевита                  |                      | Настоятель — протоиерей Серафим Иванович Сологуб. |             | Колпино, улица Межевая, 26 59°45′25″ с. ш. 30°36′52″ в. д.                      | Приписана к церкви Вознесения Господня. При бывшем Хлебокомбинате.                                                              |
| Часовня святого благоверного князя Александра Невского | Проектируется        | Настоятель — протоиерей Серафим Иванович Сологуб. |             | Колпино, улица Володарского, 6 59°44′41″ с. ш. 30°35′43″ в. д.                  | Приписана к церкви Вознесения Господня. При Детском доме-школе № 27.                                                            |
| Церковь святого благоверного князя Александра Невского | 1798—1799            | Храм в стиле классицизм, построен, предположительно, по проекту архитекторов Василия и Петра Нееловых. Престолы: - Святого благоверного князя Александра Невского - Святителя Николая Чудотворца - Усекновения главы Иоанна Предтечи Настоятель — протоиерей Анатолий Иосифович Мороз. Объект культурного наследия № 7810242000 |             | Усть-Ижора, Шлиссельбургское шоссе, 217 59°48′16″ с. ш. 30°36′07″ в. д.         | |
| Церковь святого равноапостольного князя Владимира      | 1889                 | Храм в неовизантийском стиле, построен по проекту архитектора Михаила Щурупова. Престолы: - Святого равноапостольного князя Владимира Настоятель — протоиерей Николай Викторович Шорохов. Объект культурного наследия № 7802340000                                                                                              |             | Усть-Ижора, улица Юных Пролетариев, 50 59°47′55″ с. ш. 30°35′45″ в. д.          | На бывшем Холерном кладбище. |
| Церковь Казанской иконы Божией Матери                  | 2007—2009            | Храм построен по проекту архитектора Николая Крюковских. Престол: - Казанской иконы Божией Матери Настоятель — протоиерей Александр Владимирович Селиванов. |             | Войскорово, Тосненский район 59°40′59″ с. ш. 30°34′22″ в. д.                    | Приписана к собору Святой Троицы.                                                                                               |
| Церковь преподобного Серафима Саровского               | 1993                 | Престол: - Преподобного Серафима Саровского Настоятель — протоиерей Александр Владимирович Селиванов. |             | Форносово, улица Дальняя, 1 59°34′00″ с. ш. 30°33′38″ в. д.                     | Приписана к собору Святой Троицы. При колонии усиленного режима УС 20/3.                                                        |